# Complotto terroristico di Vienna del 2024
Nell'agosto 2024, è stato scoperto e neutralizzato un complotto terroristico sostenuto dallo Stato islamico, un gruppo militante jihadista, che aveva come obiettivo un concerto della cantautrice americana Taylor Swift all'Ernst-Happel-Stadion di Vienna, la capitale dell'Austria. Tre uomini, di 17, 18 e 19 anni, sono stati arrestati per il loro coinvolgimento nel complotto che aveva come obiettivo l'omicidio di massa dei partecipanti al concerto e degli spettatori presenti nelle vicinanze dello stadio.
Tre concerti dell'Eras Tour, il sesto tour di Swift, avrebbero dovuto svolgersi dall'8 al 10 agosto 2024 all'Ernst-Happel-Stadion, in quello che sarebbe stato il primo concerto di Swift in Austria. I biglietti sono stati messi in vendita a luglio 2023 e tutte e tre le date sono andate esaurite nel giro di poche ore, segnando la vendita di biglietti più rapida e più grande nella storia austriaca; si prevedeva che oltre 200.000 persone avrebbero assistito agli spettacoli nello stadio. La polizia ha arrestato il primo sospettato un giorno prima del primo spettacolo, dichiarando che i concerti possono svolgersi come previsto purché siano adottate ulteriori misure di sicurezza. Tuttavia, dopo l'arresto del secondo sospettato e la conferma da parte del governo austriaco di un vasto piano terroristico, Barracuda Music, partner dell'evento di Swift, ha annullato i concerti a tempo indeterminato, una decisione accolta con favore dal cancelliere austriaco Karl Nehammer.
Le autorità hanno dichiarato che i sospettati, tutti adolescenti, si erano radicalizzati online e sono stati trovati in possesso di sostanze chimiche esplosive, articoli da taglio, dispositivi legati ad al-Qaeda, denaro contraffatto e un'auto dotata di sirena della polizia per aver organizzato un attacco suicida al concerto. La polizia federale austriaca, l'EKO Cobra, i servizi segreti degli Stati Uniti e l'Europol collaborarono per sventare il complotto.

## Premesse
Vienna è la capitale e la città più popolosa dell'Austria. È anche la quinta città più grande dell'Unione Europea per popolazione. Nell'ambito del più ampio terrorismo islamico in Europa, Vienna ha assistito al suo primo attacco terroristico il 2 novembre 2020.

La cantautrice americana Taylor Swift ha intrapreso il suo sesto tour di concerti, il The Eras Tour, iniziato il 17 marzo 2023 a Glendale, Arizona, Stati Uniti, e destinato a concludersi l'8 dicembre 2024 a Vancouver, Canada, con circa 150 spettacoli in cinque continenti. L'Eras Tour è diventato rapidamente il tour con il maggior incasso di tutti i tempi nel mondo nei suoi primi 60 spettacoli, diventando il primo tour in assoluto a superare 1 miliardo di dollari di fatturato. Il tour ha avuto un impatto culturale ed economico documentato in tutto il mondo, che è stato oggetto di ampia copertura mediatica e analisi.

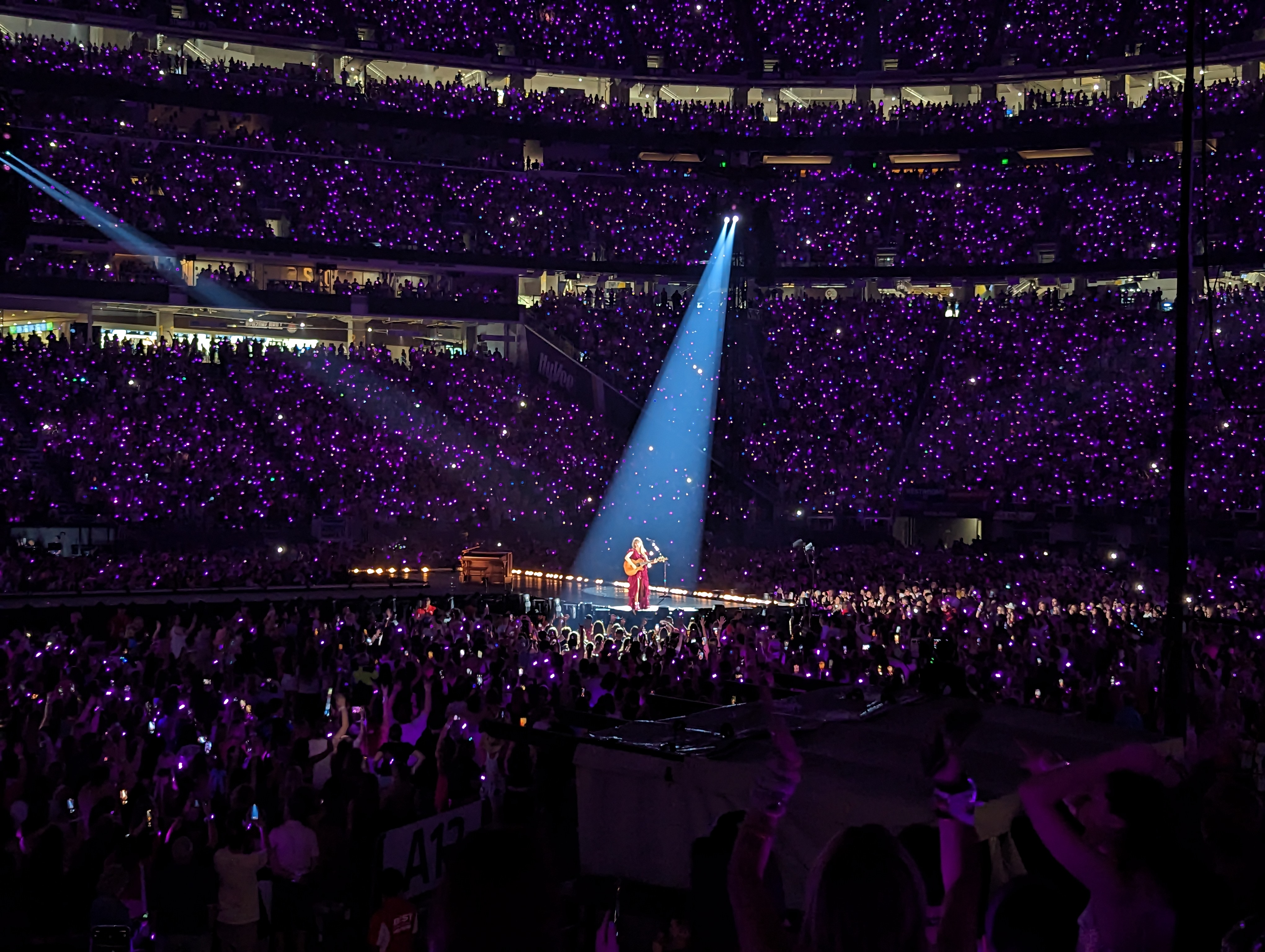
Il The Eras Tour di Taylor Swift è un tour negli stadi a cui partecipano almeno 60.000 persone a ogni data.

Swift annunciò la tappa europea del tour il 20 giugno 2023, incluso un concerto all'Ernst-Happel-Stadion di Vienna, in quello che sarebbe stato il primo spettacolo di Swift nel paese. A grande richiesta, alla tappa vennero aggiunti altri otto spettacoli, e Vienna ne ricevette un secondo. Un'ulteriore richiesta ha ampliato ancora una volta la tappa europea, con 14 spettacoli aggiuntivi nell'Europa continentale, tra cui un terzo spettacolo consecutivo a Vienna. 

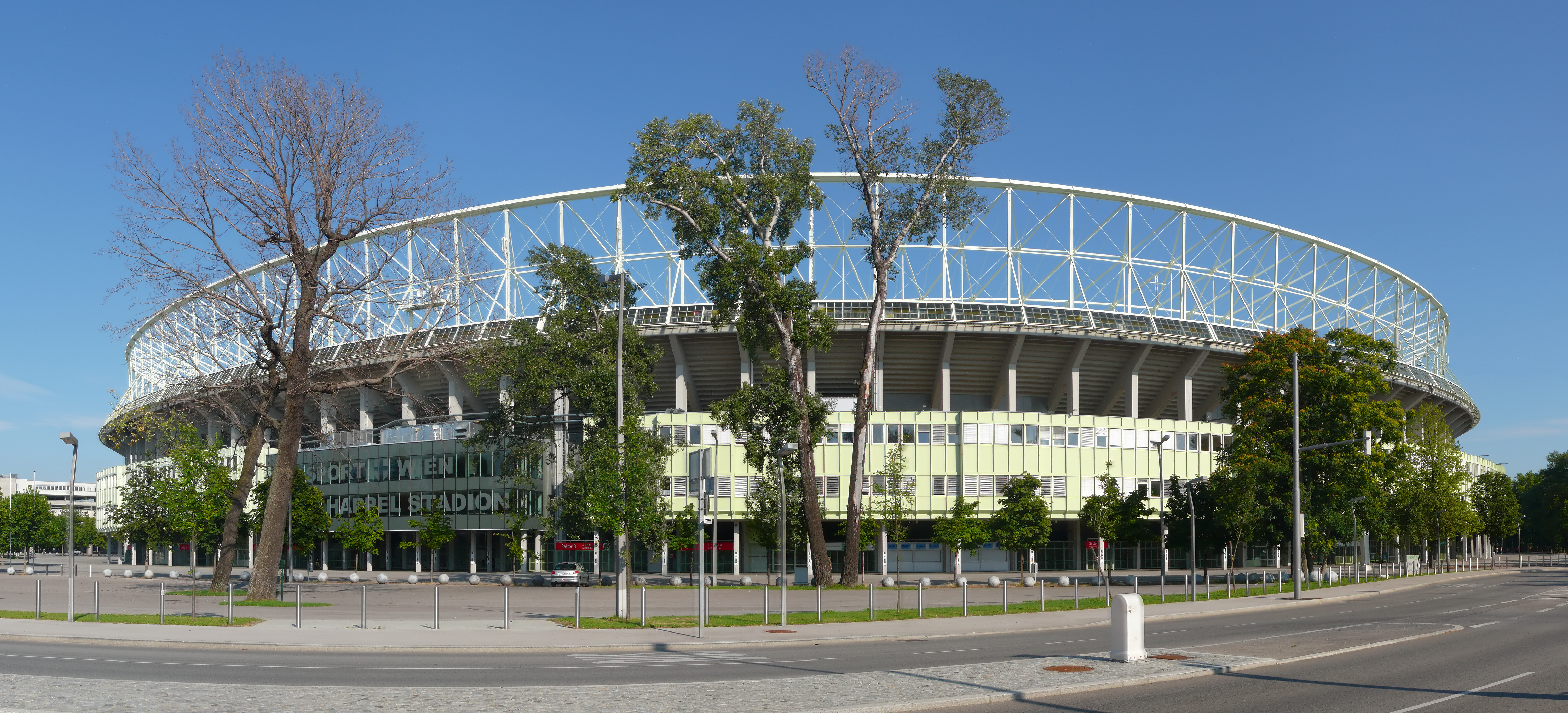
L'Ernst-Happel-Stadion, sede dei concerti dell'Eras Tour di Swift a Vienna, che gli autori avevano pianificato di attaccare.

Tutti i 170.000 biglietti per i tre spettacoli di Vienna sono andati esauriti nelle prime ore di vendita, segnando la vendita di biglietti più grande e veloce nella storia dell'Austria. Vienna ha registrato un impatto significativo sul mercato degli affitti: nel febbraio 2024 i prezzi delle prenotazioni per le serate dei concerti sono aumentati del 44% rispetto allo stesso periodo dell'anno precedente. Entro la fine di marzo 2024, il numero di notti prenotate in città per la durata del soggiorno del tour nella seconda settimana di agosto era aumentato del 430 percento rispetto allo stesso periodo del 2023.

## Sospetti
Il 7 agosto 2024, i media tradizionali hanno riferito che la polizia federale austriaca ha arrestato un cittadino austriaco di 19 anni di origine macedone del Nord per aver presumibilmente pianificato un attacco terroristico ai concerti di Swift a Vienna. Il suo nome è stato identificato come Beran A. (Aliji, Aliyi), secondo The Guardian, anche se nessun nome è stato rilasciato ufficialmente in linea con le norme austriache sulla privacy. Era già noto alle autorità come sospettato di terrorismo ed è stato arrestato in seguito a una vasta operazione di polizia a Ternitz, nella Bassa Austria, dove si trova la sua casa, con oltre 100 residenti nelle vicinanze evacuati temporaneamente. La squadra operativa aveva informato i civili che c'era stata una fuga di gas. Il direttore generale della sicurezza pubblica austriaca Franz Ruf ha dichiarato che una squadra di artificieri ha trovato nella residenza sostanze chimiche e dispositivi tecnici, che sono stati inviati per analisi forensi. Tuttavia, Ruf ha assicurato che gli spettacoli si svolgeranno come previsto, con misure di sicurezza aggiuntive in atto per scoraggiare le minacce rimanenti, poiché si prevede che oltre 65.000 fan parteciperanno ogni giorno e altri 20.000 fuori dal locale. I genitori del sospettato erano assenti al momento del raid.
Un secondo sospettato, un cittadino austriaco di 17 anni di origine turca e croata, che era in contatto con il diciannovenne, è stato arrestato anche lui il 7 agosto, più tardi nel pomeriggio. L'EKO Cobra, l'unità tattica federale dell'Austria, ha assistito all'arresto dei sospettati. La polizia ha dichiarato che i sospettati si sono radicalizzati su Internet e hanno giurato fedeltà allo Stato islamico (IS), un gruppo militante islamista jihadista, nel luglio 2024. Vienna era un obiettivo del loro attacco pianificato, con "un'attenzione particolare" ai concerti di Swift. Il secondo sospettato è stato assunto da una società di servizi che forniva servizi di sicurezza allo stadio durante i concerti di Swift.
Un cittadino turco di 15 anni, interrogato dal principale sospettato sui meccanismi di accensione e trovato nei pressi dello stadio, è stato posto sotto custodia della polizia per un interrogatorio intensivo, ma non arrestato; è stato poi rilasciato dalla custodia ma sarà trattato come testimone, mentre i primi due sospettati sono stati trasferiti in una prigione a Wiener Neustadt, Bassa Austria, tenuti in custodia cautelare con un pubblico ministero nominato per ciascuno di loro. La polizia ha dichiarato che il quindicenne non faceva parte del complotto, ma che ne conosceva molti dettagli, contribuendo a corroborare "alcuni elementi chiave della confessione del principale sospettato".
Nonostante i funzionari abbiano dichiarato di non essere alla ricerca di altri sospettati, Gerhard Karner, ministro degli Interni austriaco, ha dichiarato il 9 agosto che un iracheno di 18 anni è stato arrestato come terzo sospettato del complotto terroristico. Secondo la Kronen Zeitung, il terzo sospettato viveva in Austria come rifugiato. Karner ha anche annunciato di aver avviato il procedimento di revoca del permesso di soggiorno del diciottenne in base a una disposizione speciale "progettata per gestire i rifugiati o gli immigrati pericolosi", in quanto aveva anche giurato fedeltà all'ISIS.

## Indagine
Gli articoli rinvenuti nell'abitazione del primo sospettato, il diciannovenne, si sono rivelati in seguito precursori di esplosivi, munizioni a salve, timer, machete, steroidi ed euro in contanti falsi, nonché articoli e propaganda legati ad al-Qaeda che indicavano "atti preparatori concreti" nelle "fasi avanzate". La polizia ha inoltre dichiarato che egli "aveva fabbricato con successo delle bombe utilizzando le istruzioni trovate online". Dopo ulteriori indagini, è stato stabilito che il primo sospettato "aveva pianificato di eseguire un attacco suicida mortale durante il concerto", con l'obiettivo di uccidere un gran numero di persone. Aveva anche "cambiato drasticamente" il suo aspetto fisico da luglio. Uno dei vicini del sospettato ha detto a Puls 4 che lui per lo più "stava per conto suo" e che di recente si era fatto crescere una barba "alla talebana". Christian Samwald, sindaco di Ternitz, ha detto che "c'era stato shock e sgomento a Ternitz per la notizia perché non c'era stata alcuna indicazione precedente che il giovane nutrisse inclinazioni radicali".
Secondo funzionari degli Stati Uniti, l'intelligence statunitense aveva scoperto la minaccia ai concerti di Swift a Vienna quando la diciannovenne aveva caricato un "giuramento di fedeltà" allo Stato islamico sull'app di messaggistica Telegram all'inizio di luglio, mentre partecipava ai gruppi Telegram dell'IS-K. L'intelligence statunitense ha poi trasmesso le informazioni all'Europol e alla polizia austriaca, mettendo in guardia i sospettati sui piani di un attacco terroristico. Le autorità austriache pianificarono quindi l'operazione di polizia a Ternitz. Gli inquirenti americani hanno dichiarato che il complotto è stato solo appoggiato ma non direttamente gestito dall'ISIS, e che le forze dell'ordine austriache stanno cercando un'altra persona o più persone che potrebbero avere qualche conoscenza dei piani. La polizia ha poi dichiarato che "la coppia aveva in mente di attaccare i principali luoghi di Vienna e in particolare i concerti di Swift del prossimo fine settimana", e aveva pianificato di usare esplosivi e coltelli per portarli a termine. Il Ministero degli Interni della Macedonia del Nord ha confermato di aver ricevuto una richiesta dagli inquirenti austriaci di indagare sui precedenti del diciannovenne.
L'8 agosto è stato riferito che il diciannovenne, considerato il "principale sospettato", ha confessato pienamente i piani dell'attacco durante un interrogatorio della polizia, secondo quanto dichiarato da Omar Haijawi-Pirchner, capo della Direzione per la sicurezza dello Stato e l'intelligence austriaca. La maggior parte dei piani e dei preparativi sono stati fatti a casa del principale sospettato. Haijawi-Pirchner ha dichiarato che il diciannovenne si era dimesso dal suo lavoro in una fabbrica siderurgica, sempre a Ternitz, dicendo ai colleghi che "aveva ancora grandi progetti" e che aveva confessato di aver cercato di uccidere "quante più persone possibili" guidando un'auto tra la folla prima di usare coltelli, machete e ordigni esplosivi fatti in casa. Kurier ha riferito di aver rubato sostanze chimiche dalla fabbrica per costruire le bombe. Il suo complice, il diciassettenne, aveva anch'egli rotto con la sua ragazza la settimana precedente, cosa che gli inquirenti ritengono sia stata fatta in preparazione dell'attacco. Secondo un rapporto dell'Austria Press Agency dell'11 agosto, il 19enne ha poi negato il coinvolgimento nel complotto e ha affermato di non essere un sostenitore dell'ISIS; il suo avvocato ha sostenuto che il suo cliente voleva semplicemente essere "cool", voleva usare esplosivi "in una foresta ma non aveva mai avuto intenzione di uccidere persone" e "ha ordinato [coltelli e altre armi] su Amazon perché gli piacevano".
Al 10 agosto proseguono le indagini per scrutare le "reti" degli indagati. Il Ministero dell'Interno ha affermato in una dichiarazione che gli investigatori hanno iniziato a "valutare le prove fisiche ed elettroniche ", e interrogheranno più individui e perquisiranno altre località. L'11 agosto, Karl Nehammer, cancelliere dell'Austria dal 2021, ha affermato che sono stati identificati "altri sostenitori dell'ISIS".

## Impatto e reazione

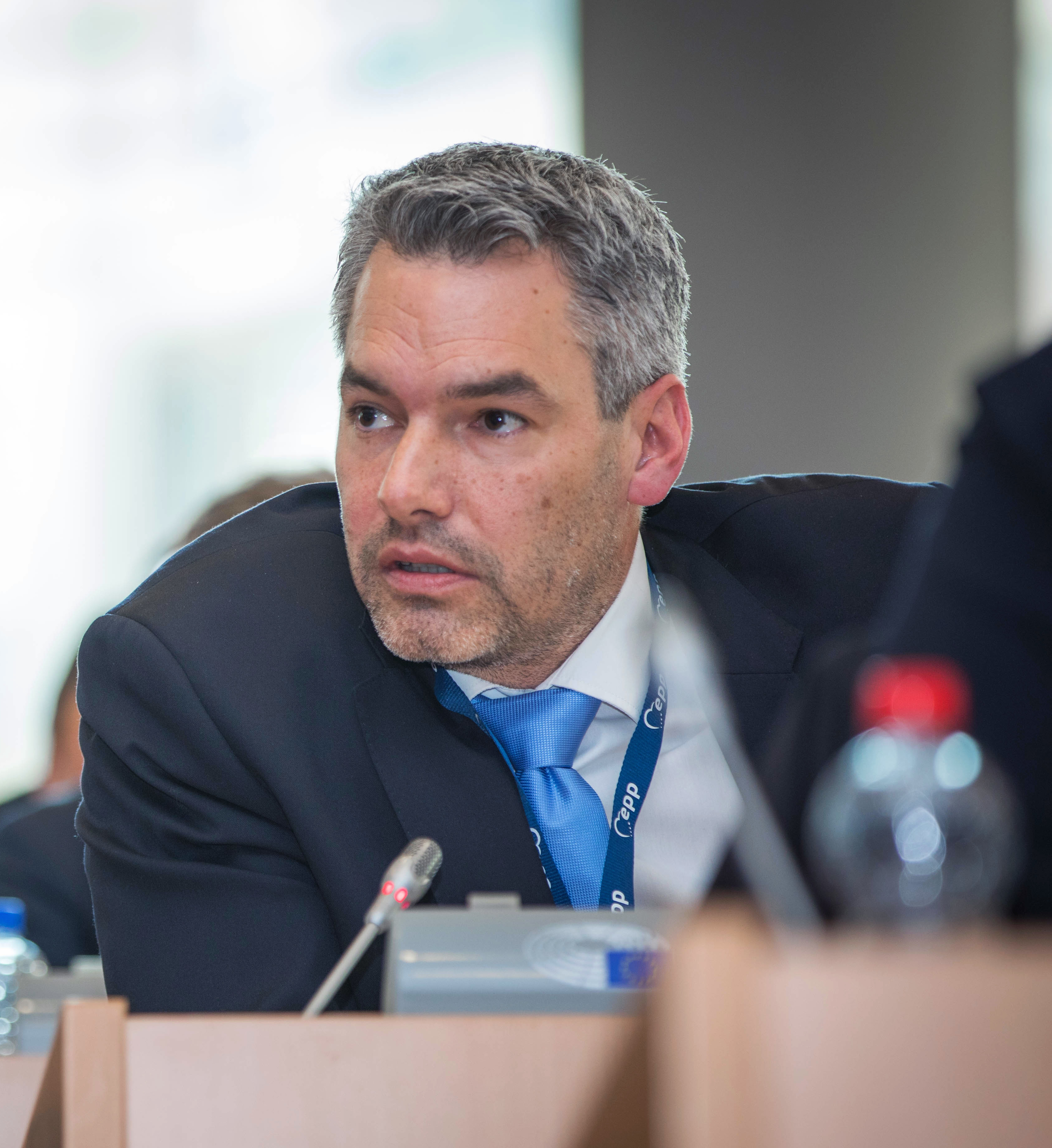
Il cancelliere austriaco Karl Nehammer considerò il complotto una tragedia scongiurata poiché gli autori volevano lasciare una "scia di sangue" a Vienna. Ha affermato che «la minaccia del terrorismo islamico in Europa è in aumento».

Dopo l'arresto del secondo sospettato, l'organizzatore dei concerti di Swift a Vienna, Barracuda Music, ha annunciato che tutti e tre gli spettacoli sarebbero stati annullati con il rimborso dei biglietti, dopo aver ricevuto conferma dal governo austriaco dell'elaborato piano terroristico. L'organizzatore ha dichiarato: "Non abbiamo altra scelta che annullare i tre spettacoli programmati per la sicurezza di tutti", con tutti i biglietti "automaticamente rimborsati" entro i prossimi 10 giorni. In una successiva conferenza stampa, ha sottolineato che il management di Taylor Swift aveva avuto un ruolo significativo nella decisione, e che un momento chiave è stato quando sono stati informati che il sospettato diciassettenne avrebbe lavorato sul posto nello stadio prima e durante i concerti. È la prima volta che Swift annulla un concerto dal 2014, quando il suo spettacolo a Bangkok è stato annullato a causa del colpo di Stato militare in Thailandia.
Nehammer, capo del governo austriaco, ha rilasciato una dichiarazione: "L'annullamento dei concerti di Taylor Swift da parte degli organizzatori è una cocente delusione per tutti i fan in Austria. La situazione che circonda l'attacco terroristico apparentemente pianificato a Vienna era molto seria. Grazie all'intensa cooperazione della nostra polizia e del DSN di recente costituzione con i servizi esteri, la minaccia è stata riconosciuta in anticipo, combattuta e una tragedia è stata impedita. Molte grazie ai servizi di emergenza che stanno attualmente indagando a pieno ritmo". Ha anche elogiato Swift e il suo team per aver agito "responsabilmente" nell'accettare di annullare i concerti, e ha difeso la decisione sottolineando che "gli arresti erano avvenuti troppo vicino ai concerti programmati per consentirne l'esecuzione". In un altro briefing, Nehammer ha affermato che "l'attacco è stato sventato con l'aiuto dell'intelligence internazionale poiché la legge austriaca non consente la censura delle applicazioni di messaggistica".
I parenti stretti della famiglia del principale sospettato a Gostivar, nella Macedonia del Nord, hanno affermato che "sembra che qualcuno lo abbia manipolato perché noi non siamo una famiglia del genere".
Il portavoce della sicurezza nazionale della Casa Bianca, John Kirby, ha parlato ai giornalisti il 10 agosto in merito al ruolo degli Stati Uniti nel fornire intelligence all'Austria: "Gli Stati Uniti hanno un'attenzione duratura sulla nostra missione antiterrorismo. Lavoriamo a stretto contatto con partner in tutto il mondo per monitorare e interrompere le minacce. E così, come parte di quel lavoro, gli Stati Uniti hanno condiviso informazioni con i partner austriaci per consentire l'interruzione di una minaccia ai concerti di Taylor Swift lì a Vienna". Victoria Reggie Kennedy, l'ambasciatrice degli Stati Uniti per l'Austria, ha simpatizzato con le Swifties in un post su Twitter.
Bence Rétvári, segretario di Stato parlamentare del Ministero degli Interni ungherese, ha accusato i politici pro-immigrazione e ha affermato che incidenti come questo complotto e l'accoltellamento di Southport costituiscono un "terribile avvertimento" per l'Europa. Ha aggiunto che la migrazione ha compromesso la sicurezza nel continente e ha chiesto alla Commissione europea di intervenire. Alcuni giornalisti americani hanno sostenuto che gli Stati Uniti necessitano di una politica antiterrorismo più solida e hanno considerato il complotto e gli altri attacchi contemporanei come conseguenza diretta della decisione del presidente Joe Biden di ritirare le truppe statunitensi dall'Afghanistan e da altre aree sensibili.

### I fan

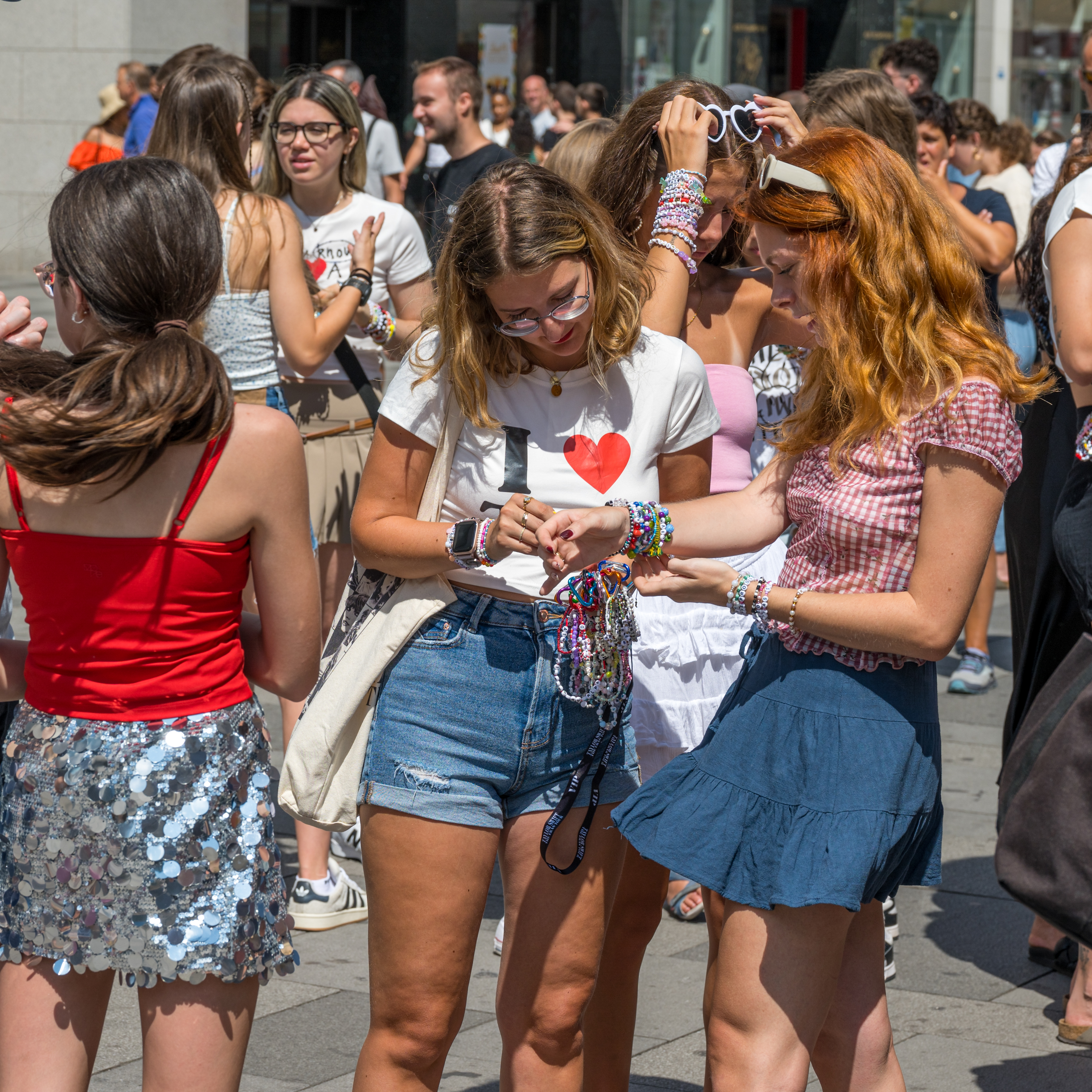
I fan si sono riuniti per gli spettacoli cancellati scambiandosi braccialetti dell'amicizia nelle strade di Vienna

I media hanno riferito che la notizia degli spettacoli cancellati a Vienna ha "devastato" i fan di Swift, poiché molti di loro "avevano speso migliaia di euro in viaggi e alloggi nella costosa capitale, spesso viaggiando da diversi paesi per vedere Swift esibirsi dal vivo". I video condivisi sui social media hanno mostrato alcuni fan che hanno appreso la cancellazione a metà del loro viaggio, mentre altri erano già alloggiati a Vienna.
L'8 agosto, migliaia di fan di Swift, giunti a Vienna per i concerti, si sono radunati nelle piazze pubbliche per cantare e celebrare la musica di Swift, come alternativa agli spettacoli annullati. Organizzarono canti spontanei per le strade di Vienna e furono visti scambiarsi "lacrime, abbracci e braccialetti dell'amicizia mentre formavano raduni in tutta la città". Alcuni fan si radunarono anche nelle chiese di Vienna. La chiesa luterana cittadina di Vienna ha offerto ai fan un "posto dove stare e ascoltare la musica di Swift". Centinaia di fan si sono radunati in Corneliusgasse, una strada a 5 chilometri dall'Ernst-Happel-Stadion il cui nome ricorda " Cornelia Street ", una canzone dell'album Lover di Swift del 2019.
Con il permesso di Swift e Disney+, la televisione pubblica austriaca ORF 1 ha trasmesso gratuitamente il film del concerto del tour, Taylor Swift: The Eras Tour, sul canale alle 21:45 CET del 10 agosto. Disney+ ha inoltre offerto un abbonamento di prova gratuito di 7 giorni "per chiunque avesse perso la trasmissione in Austria e Germania" fino al 12 agosto.

### Sicurezza
Swift concluderà la tappa europea dell'Eras Tour con cinque spettacoli a Londra tra il 15 e il 20 agosto 2024. Il sindaco Sadiq Khan ha detto che Londra "continuerà" ad ospitare i prossimi concerti di Swift allo stadio di Wembley, poiché la città ha "un'enorme esperienza nel controllo di questi eventi, non siamo mai compiacenti, abbiamo imparato molte lezioni dopo il terribile attacco alla Manchester Arena ". La polizia metropolitana ha dichiarato che "non c'è nulla che indichi che le questioni indagate dalle autorità austriache avranno un impatto sui prossimi eventi qui a Londra. Come sempre, continueremo a tenere sotto attenta revisione qualsiasi nuova informazione". Il ministro di Stato britannico per la polizia, gli incendi e la prevenzione del crimine, Diana Johnson, ha parlato con LBC, promettendo che Scotland Yard esaminerà "tutte le informazioni" prima dei concerti londinesi di Swift.
È stato riferito che Swift è in "lockdown" prima dei suoi spettacoli a Londra, essendo stata sottoposta a rigorose misure di sicurezza "di livello presidenziale" per salvaguardare se stessa, i suoi ballerini e la sua troupe in tournée. L'amministrazione dello stadio di Wembley, in collaborazione con la polizia, un gruppo consultivo sulla sicurezza e altre autorità competenti, ha imposto protocolli di sicurezza più rigorosi del solito. Ha vietato gli assembramenti fuori dallo stadio, incluso il tailgating, "per supportare l'entrata e l'uscita sicure di tutti all'interno dello stadio. Toronto, Canada, è la penultima tappa dell'Eras Tour. Olivia Chow, il 66° sindaco di Toronto, ha promesso che "sarà in atto una sicurezza completa" per tutta la durata dei concerti di Swift.
Nehammer, in un'intervista per Bild, ha affermato che è diventato obbligatorio per le agenzie austriache sottoporsi ad aggiornamenti tecnici "affinché siano sullo stesso piano dei terroristi, della criminalità organizzata, così da poterli combattere" e per fare ciò, "è fondamentale che i servizi di messaggistica come WhatsApp, Signal, Telegram possano essere decifrati dalle autorità di sicurezza, sotto la supervisione giudiziaria, nel rispetto dello stato di diritto". Secondo il quotidiano Bild, Nehammer si candida alla rielezione alle prossime elezioni legislative austriache del 2024.
Gli organizzatori dello Sziget Festival, il più grande festival musicale ungherese, hanno aumentato l'allerta sicurezza per l'edizione 2024 dell'evento a scopo precauzionale. Il festival, che si terrà sull’isola di Óbuda a Budapest, la capitale dell’Ungheria, sarebbe monitorato da migliaia di addetti alla sicurezza, tra cui ufficiali di polizia ungheresi ed esperti antiterrorismo, nonché da circa 50 telecamere di sicurezza.

### Economia
I prezzi dei biglietti per i prossimi spettacoli londinesi dell'Eras Tour sono saliti alle stelle di quasi il 2.000 percento, poiché i fan si sono precipitati ad "assicurarsi i posti per i concerti tanto attesi" su piattaforme secondarie come Viagogo, Vivid Seats, StubHub e Gigsberg. CBS 58 ha riferito che le tappe cancellate dell'Eras Tour a Vienna hanno causato una significativa perdita economica per la città. Austrian Airlines, la principale compagnia aerea del paese, ha dichiarato di aver ricevuto numerose richieste di rimborso da parte di Swifties delusi che avevano prenotato voli per Vienna per i concerti ora cancellati e che è stata applicata un'eccezione alla sua consueta politica di rimborso.
Molte attività commerciali di Vienna, tra cui ristoranti, pub e spiagge, hanno offerto tregua, offerte e promozioni agli Swifties per "compensare" i concerti annullati. I musei di Vienna, come l'Albertina, la casa di Mozart, la Casa della Musica, la KunstHausWien, il Museo Ebraico e il Museo delle Arti Applicate, hanno rinunciato al biglietto d'ingresso e hanno dato biglietti gratuiti agli Swifties in possesso di biglietto. Diversi Swifties sono stati invitati allo Swarovski Kristallwelten, dove hanno ricevuto in omaggio una collana del marchio con una varietà di ciondoli di cristallo, dopo aver mostrato i loro biglietti annullati.